# تپه گورستان مونجوق لو
تپه قبرستان مونجوق لو مربوط به دوران‌های تاریخی پس از اسلام است و در شهرستان بوئین‌زهرا، بخش آوج، روستای آز انبار واقع شده و این اثر در تاریخ ۱۱ شهریور ۱۳۸۲ با شمارهٔ ثبت ۹۷۶۶ به‌عنوان یکی از آثار ملی ایران به ثبت رسیده است.